# Antoni Stroiwąs
Antoni Stroiwąs, inna forma nazwiska Strójwąs, ps. „Goszczak” (ur. 10 maja 1893 w Dobrcu, zm. 24 grudnia 1914 pod Łowczówkiem) – podoficer Legionów Polskich, kawaler Orderu Virtuti Militari.

## Życiorys
Urodził się w rodzinie Antoniego i Stanisławy z domu Jacek.
Uczęszczał do Szkoły Handlowej w Kaliszu, był członkiem l Kaliskiej Drużyny Skautowej im. Jana Henryka Dąbrowskiego. Został na Politechnice Lwowskiej studentem 3 roku Wydziału Dróg Żelaznych. Członek młodzieżowych tajnych organizacji niepodległościowych oraz podczas studiów Strzelca. Za działalność w organizacjach był przez 2 lata w więzieniu rosyjskim. 
W sierpniu 1914 wstąpił w szeregi Legionów Polskich, gdzie otrzymał przydział do 1 kompanii w 1 pułku piechoty. 23 października 1914 podczas bitwy pod Laskami powierzono mu dowodzenie patrolem łącznikowym, który poruszając się w bardzo trudnych warunkach nawiązał łączność z oddziałami 13 pułku Obrony Krajowej Cesarsko-królewskiej Obrony Krajowej, które rozbite wycofywały się, a następnie przeprowadził je na linię frontu. W czasie bitwy pod Łowczówkiem, ze swoją sekcją wykonał kontratak odrzucając wroga z utraconej pozycji, umożliwiając tym samym kompanii jej odzyskanie. 24 grudnia 1914  poległ podczas bitwy i tam też został pochowany. 17 maja 1922 za zasługi bojowe został pośmiertnie odznaczony orderem wojskowym „Virtuti Militari" V klasy. 
Rodziny nie założył.

## Ordery i odznaczenia
- Krzyż Srebrny Orderu Wojskowego Virtuti Militari nr 7235 – pośmiertnie, 17 maja 1922[9][6][5]
- Krzyż Niepodległości – pośmiertnie, 4 lutego 1932 „za pracę w dziele odzyskania niepodległości”[10][7], jako śp. Strójwąs Goszczak Antoni[6].